# Rariștea
Rariștea (antiguamente Bazargian) es una localidad rumana de la comuna de Ion Corvin, en el condado de Constanța.

## Toponimia
El nombre antiguo del lugar puede encontrarse escrito con grafías como Bazarghian, Bazirgian y Bazargian Pasó a llamarse Rariștea.

## Historia
Hacia comienzos del siglo XX la localidad, que ya por entonces pertenecía al condado de Constanța, formaba parte de la comuna de Enișenlia tenía contabilizada una población de 291 habitantes.
En la segunda mitad del siglo XX la localidad había pasado a formar parte de la comuna de Ion Corvin. En el censo de 2021 la localidad tenía una población de 218 habitantes.